# Paro nacional universitario en Colombia de 1971
El Paro nacional universitario en Colombia de 1971 fue una serie de movilizaciones sociales y protestas llevadas a cabo por los movimientos y organizaciones estudiantiles de Colombia, se protestaba por la autonomía universitaria, establecimiento de cogobiernos universitarios, retiro de la iglesia y de la empresa privada de los consejos superiores, la reducción de condiciones de créditos universitarios, regulación del estado en las universidades privadas. Este Paro se desarrolló en el gobierno de Misael Pastrana Borrero (1970-1974) y su Ministro de Educación Luis Carlos Galán.

## Antecedentes y causas
Durante el Frente Nacional (1958-1974), se vivió un periodo de represión de los movimientos sociales y del movimiento estudiantil, con la influencia del Mayo del 68 en Francia, la revolución cubana, la revolución china, las protestas contra la guerra de Vietnam y otros movimientos, reclamaba la mejora de condiciones para los estudiantes de la educación superior en Colombia.
Los 6 puntos del Programa Mínimo de los Estudiantes Colombianos eran: 
1. Abolición de los Consejos Superiores Universitarios.
2. Cumplimiento del presupuesto para educación, control oficial a las universidades privadas.
3. Conformación inmediata de una comisión (tres estudiantes, tres maestros y un representante del Ministerio de Educación).
4. Retiro definitivo de la Universidad del Valle y ruptura con la Fundación para la Educación Superior (FES).
5. Legalización del derecho a crear organizaciones gremiales en cualquier tipo de establecimiento educativo.
6. Reapertura de la Facultad de Sociología de la Pontificia Universidad Javeriana.[5]

En ese mismo año se presentaron protestas por parte de sindicatos, y tomas de tierras lideradas por la Asociación Nacional de Usuarios Campesinos (ANUC).

## Desarrollo
En diciembre de 1970, se presentaron protestas por la autonomía universitaria en la Universidad del Cauca. El 25 de enero de 1971, los educadores del Valle del Cauca se declararon en paro; el 7 de febrero la Universidad Tecnológica de Pereira decretó paro y el 12 los profesores de primaria declararon paro nacional; el día 19 de febrero se sumó al paro la Universidad de Antioquia y en la Universidad Industrial de Santander
En febrero de 1971, se presentaron protestas en la Universidad del Valle que desembocarían en la Masacre del 26 de febrero de 1971 en Cali.
El programa mínimo fue debatido en la Universidad Nacional, la Universidad de Antioquia, la Universidad Industrial de Santander, la Universidad Pedagógica y Tecnológica de Colombia, la Universidad Pedagógica Nacional, como también en las privadas Pontificia Universidad Javeriana, la Universidad La Gran Colombia y la Universidad de Los Andes, entre otras en donde se agregaron peticiones de la política universitaria interna.
Se promovió un Programa Mínimo del Movimiento Nacional Estudiantil, que comenzó a perfilarse a partir del II Encuentro Nacional Universitario, realizado en Bogotá entre marzo 13 y 14, dado a conocer el 25 del mismo mes y ratificado en el III Encuentro Nacional Universitario, que sesionó en Palmira el 14 el abril.
El 1 de marzo los estudiantes de la Universidad Nacional, acordaron la realización de un paro en solidaridad con los estudiantes de la Universidad del Valle. El gobierno respondió decretando el toque de queda en Cali (3 de marzo), Medellín y Popayán (4 de marzo) y Bucaramanga (abril 16). Los estudiantes realizaron sus manifestaciones en Bogotá, Medellín, Cali, Armenia, Bucaramanga, Popayán, Pasto, Manizales, Barranquilla y Cartagena.
Se realizó el V Encuentro Nacional, desarrollado entre el 18 y 25 de mayo. El VI Encuentro Estudiantil, fue realizado en Medellín el 3 junio.
Se consiguió el cogobierno en la Universidad Nacional, en noviembre de 1971, y en la universidad de la Universidad de Antioquia, en enero de 1972.
Los líderes estudiantiles fueron acusados por el ministro de defensa Hernando Correa Cubides de agitadores.

## Consecuencias
La democratización universitaria se logró progresivamente, destacándose el retiro voluntario de la Iglesia de los consejos superiores. Pero no logró materializar la mayoría de sus demandas y se disolvió a finales de ese año, se destacaron los líderes estudiantiles Marcelo Torres, Leonardo Posada y Morris Ackerman, el ministro de educación Luis Carlos Galán, el periodista Enrique Santos Calderón, quien defendió al movimiento en el diario El Tiempo. Se presentó la renuncia del Director del Instituto Colombiano para el Fomento de la Educación Superior (ICFES) y la creación de unos cogobiernos en la Universidad Nacional y la Universidad de Antioquia.